# Kentucky Distillers Association
Die Kentucky Distillers Association (KDA) ist ein Wirtschaftsverband von Spirituosen-Produzenten im US-Bundesstaat Kentucky, in dem sich vor allem die Industrie für Bourbon Whiskey organisiert hat, die hauptsächlich in Kentucky beheimatet ist. Neben Lobby- und Öffentlichkeitsarbeit betreibt die Kentucky Distillers Association den Kentucky Bourbon Trail, eine Tourismusroute, an der die meisten großen Whiskeybrennereien des Staates liegen, und die Kentucky Bourbon Trail Craft Tour, eine Tour, an der diverse neu eröffnete Mikrodestillerien liegen.

## Geschichte
Gegründet wurde der Verband 1880 in Zeiten einer an Stärke gewinnenden Abstinenzbewegung. Erstes Ziel war es, gegen unnötig einschränkende und bevormundende Gesetze zu kämpfen. Als sich die Prohibition endgültig durchsetzte, stellte auch die KDA ihre Aktivitäten ein. Erst als die US-weite Prohibition zu ihrem Ende kam, gründete sich der Verband neu, um auch in Kentucky ein Ende der Regelungen zu fordern. Mit dem Wiedererstarken des Bourbon Whiskeys im 21. Jahrhundert gewann auch die Kentucky Distillers Association an Bedeutung. Im Jahr 2014 sind 26 Unternehmen Mitglieder, so viel wie zuletzt zum Beginn der Prohibition.
1999 eröffnete die KDA die Kentucky Bourbon Trail Tour, 2001 eröffnete eine KDA eine Hall of Fame der Bourbon-Industrie.

## Mitglieder
Im Dezember 2014 hatte die KDA 27 Mitglieder. Mitglieder der Kentucky Distillers Association sind unter anderem Wild Turkey, Maker’s Mark, Jim Beam, Davide Campari-Milano, Four Roses, Diageo, Brown-Forman, Heaven Hill, Beam Suntory und Woodford Reserve. Von den großen Bourbon-Produzenten ist einzig die Sazerac Company mit ihren angeschlossenen Brennereien kein Mitglied. Diese trennte sich 2010 öffentlichkeitswirksam von der KDA und stieg auch aus dem Bourbon Trail aus. Ursache war ein Streit um die Vermarktung der Touren vor Ort und des Bourbons-Trails. Sazerac und die KDA konnten sich nicht einigen, ob Sazerac "on the Bourbon" als Marke ihrer eigenen Destillerien schützen lassen konnte, was letztlich zum Ausstieg aus der gesamten KDA führte.